# Seigmen
Seigmen est le nom d'un groupe de rock alternatif norvégien dont la notoriété a culminé durant les années 1990. Il doit son nom à une marque de confiseries norvégiennes, les bonbons " Seigmenn ".

Le groupe est fondé en 1989 (sous le nom de Klisne Seigmenn) à Tønsberg, une ville située dans la partie méridionale du pays. Ses deux fondateurs, Sverre Økshoff et Alex Møklebust, sont rejoints quelques années plus tard par Marius Roth Christensen, Kim Ljung et Noralf Ronthi.

Après avoir annoncé sa dissolution en 1999, le groupe annonce pourtant en 2005 son intention de faire une tournée de concerts à travers le pays.

## Discographie

### Albums studio
- 1992 - Pluto (EP)
- 1993 - Ameneon
- 1994 - Total
- 1995 - Metropolis
- 1997 - Radiowaves
- 2006 - Rockefeller
- 2015 - Enola
- 2024 - Resonans

### Compilations
- 1999 - Monument (Seigmen 1989-1999)

### Singles
- Monsun (1993)
- Hjernen er alene (1994)
- Döderlein (1994)
- Lament (1994)
- Metropolis (1995)
- Slaver av solen (1995)
- The First Wave (1997)
- The Next Wave (1997)
- The Opera For The Crying Machinery (1997)
- Mørkets øy (1997)
- Döderlein (2006)
- Agnus Dei (2015)
- Berlin (2023)
- Kollaps (2024)